# An Aerial Joyride
An Aerial Joyride é um curta-metragem mudo norte-americano de 1916, do gênero comédia, dirigido por Will Louis e estrelado por Oliver Hardy.

## Elenco

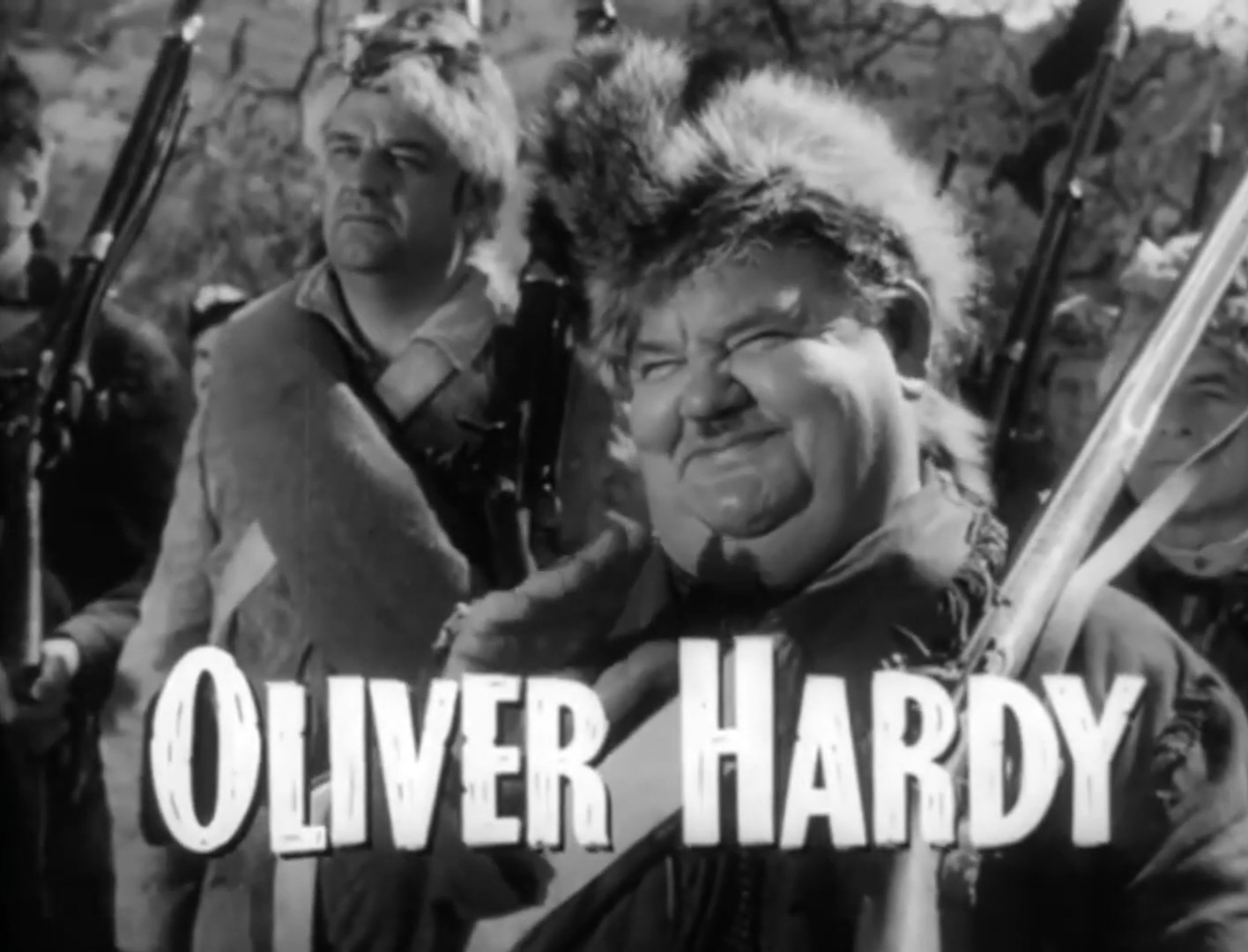
Oliver Hardy

- Oliver Hardy
- Billy Ruge
- Ray Godfrey